# Henry Jackman
Henry Pryce Jackman (ur. 1974 w Hillingdon, Middlesex) – brytyjski kompozytor muzyki filmowej i klawiszowiec.

## Życiorys
Studiował muzykę poważną w Szkole Chóru Katedry Świętego Pawła w Londynie, Eton College oraz Uniwersytecie Oksfordzkim.
Zajmował się programowaniem i produkcją dla wielu artystów, w tym dla Mike’a Oldfielda (album Voyager), Sally Oldfield (Flaming Star), Trevora Horna/Art of Noise (The Seduction of Claude Debussy), Eltona Johna i Gary’ego Barlowa. Był jednym z producentów niewydanego albumu Seala z 2001 roku, Togetherland. Był on współautorem pochodzącego z tego albumu utworu "This Could Be Heaven", który został wykorzystany w filmie "Family Man, jak również znalazł się w kompilacji Seala Hits.
Wydał on trzy albumy, Utopia (2003), Transfiguration (2005) oraz Acoustica (2007, wraz z Augustusem Isadorem).
Od 2006 roku komponował pomniejsze motywy do filmów, często współpracując z Hansem Zimmerem, między innymi przy "Kodzie da Vinci (programista muzyki), "Mrocznym rycerzu (aranżer muzyki) oraz komponował dodatkową muzykę do filmów "Piraci z Karaibów: Skrzynia umarlaka", "Piraci z Karaibów: Na krańcu świata", "The Simpsons Movie", "Kung Fu Panda" oraz "Hancock". W 2009 roku skomponował muzykę do filmów "Potwory kontra Obcy", "Henryk IV" oraz "Podróże Guliwera".
W 2009 roku Jackman, Zimmer i John Powell wygrali Nagrodę Annie za rok 2008 za ścieżkę dźwiękową do animowanego filmu "Kung Fu Panda: Sekrety Potężnej Piątki" (sequela "Kung Fu Pandy").

## Życie prywatne
Jest synem klawiszowca/aranżera Andrew Pryce Jackmana, który był członkiem zespołu The Syn oraz przez wiele lat współpracował z Chrisem Squirem z zespołu Yes. Henry Jackman i członkowie zespołu Spock’s Beard stanowili wsparcie podczas koncertu Chrisa Squire'a w sierpniu 2006 roku. Jego wuj Gregg Jackman jest inżynierem dźwięku i producentem, który pracował z Yes oraz Barclay James Harvers. Dziadek Henry’ego, Bill Jackman, grał na klarnecie w albumach "When I'm Sixty-Four" oraz Sgt. Pepper’s Lonely Hearts Club Band zespołu The Beatles.

## Dyskografia

### Single
- Mike Oldfield – "Women of Ireland" (1997): współproducent, programista
- Elton John i Leann Rimes – "Written in the Stars" (1999): programista
- Jocelyn Brown – "I Believe" (1999): programista, miksowanie
- Seal – "This Could Be Heaven" (2000): współautor, współproducent, programista

### Albumy
- Mike Oldfield – Voyager (1997): współproducent, programista
- Sally Oldfield – Flaming Star
- Conner Reeves – Earthbound (1998): programista
- Michael Gordon – Weather (1998): produkcja, aranżacja dźwięku
- Art of Noise – The Seduction of Claude Debussy (1999) – utwór "Born on Sunday": współautor, współproducent
- Moa – Universal (1999): autor, producent, mikser
- Maryanna Matiss – Time to Fly (2001): autor, producent, mikser
- Seal – Togetherland (2001/niewydany): producent, programista
- Hans Zimmer – ścieżka dźwiękowa do filmu Holiday (2006): współautor
- Ścieżka dźwiękowa do filmu Vantage Point (2008): współautor
- Różni artyści – ścieżka dźwiękowa do filmu Potwory kontra Obcy (2009): autor

### Albumy solowe
- Utopia (WestOneMusic, 2003)
- Transfiguration (KPM Music, 2005)
- Acoustica (KPM Music, 2007)

## Filmografia
- "Kod da Vinci": programowanie, orkiestracja
- "Piraci z Karaibów: Skrzynia umarlaka": dodatkowe kompozycje
- "Holiday": dodatkowe kompozycje, pianista
- "Piraci z Karaibów: Na krańcu świata": dodatkowe kompozycje
- "The Simpsons Movie": dodatkowe kompozycje
- "Vantage Point": dodatkowe kompozycje
- "Kung Fu Panda": dodatkowe kompozycje
- "Mroczny Rycerz": programowanie
- "Hancock": dodatkowe kompozycje
- "Potwory kontra Obcy": kompozytor
- "Henryk IV": kompozytor
- "Podróże Guliwera": kompozytor
- "X-Men: Pierwsza klasa": kompozytor
- "Kubuś i przyjaciele": kompozytor
- "Kick-Ass": kompozytor
- "Kapitan Phillips": kompozytor
- "Ralph Demolka": kompozytor
- "Ralph Demolka w internecie": kompozytor